# Çavuşköy, Enez
Çavuşköy là một xã thuộc huyện Enez, tỉnh Edirne, Thổ Nhĩ Kỳ. Dân số thời điểm năm 2011 là 475 người.